# Ace Bailey (baloncestista)
Airious "Ace" Bailey (Chattanooga, Tennessee, 13 de agosto de 2006) es un baloncestista estadounidense que pertenece a la plantilla de los Utah Jazz de la NBA. Con 2,03 metros de estatura, juega en la posición de alero. 

## Trayectoria deportiva

### Primeros años
Bailey creció en Chattanooga, Tennessee, e inicialmente asistió a la Escuela Boyd-Buchanan. Después de su primer año, se mudó a Powder Springs, Georgia, y se inscribió en la Escuela Secundaria McEachern.. Promedió 22 puntos, 14 rebotes, tres asistencias y cuatro tapones por partido como junior.
Considerado el segundo mejor prospecto de la Clase de 2024 según 247Sports, Bailey mejoró sus estadísticas a 32,5 puntos, 15,5 rebotes, 3,5 asistencias y 2,4 tapones por partido. Fue seleccionado para jugar en el McDonald's All-American Game de 2024, el Jordan Brand Classic y el Nike Hoop Summit durante su último año.

### Universidad
Jugó una temporada con los Scarlet Knights de la Universidad Rutgers, en la que promedió 17,6 puntos, 7,2 rebotes, 1,3 asistencias, 1,3 tapones y 1,0 robos de balón por partido. Fue el sexto mejor anotador entre los freshmen de la División I de la NCAA, y con 527 puntos, el segundo mejor de la historia de su universidad. Fue incluido en el tercer mejor quinteto de la Big Ten Conference y también en el mejor quinteto freshman.
Al término de la temporada se declaró elegible para el Draft de la NBA de 2025, en el que apunta a estar en el top-3.

#### Estadísticas
| Año     | Equipo  | PJ | PT | MPP  | %TC  | %3P  | %TL  | RPP | APP | ROB | TPP | PPP  |
| ------- | ------- | -- | -- | ---- | ---- | ---- | ---- | --- | --- | --- | --- | ---- |
| 2024–25 | Rutgers | 30 | 30 | 33.3 | .460 | .346 | .692 | 7.2 | 1.3 | 1.0 | 1.3 | 17.6 |

### Profesional
Fue elegido en la quinta posición del Draft de la NBA de 2025 por los Utah Jazz.

## Vida personal
La madre de Bailey, Ramika McGee, jugó baloncesto universitario en la Universidad de Virginia Occidental. Su padre, Richard Bailey, jugó baloncesto universitario en Houston. Su tía, Venus Lacy, jugó en la WNBA y formó parte del equipo olímpico estadounidense de 1996, que ganó una medalla de oro.